# Martinazzi

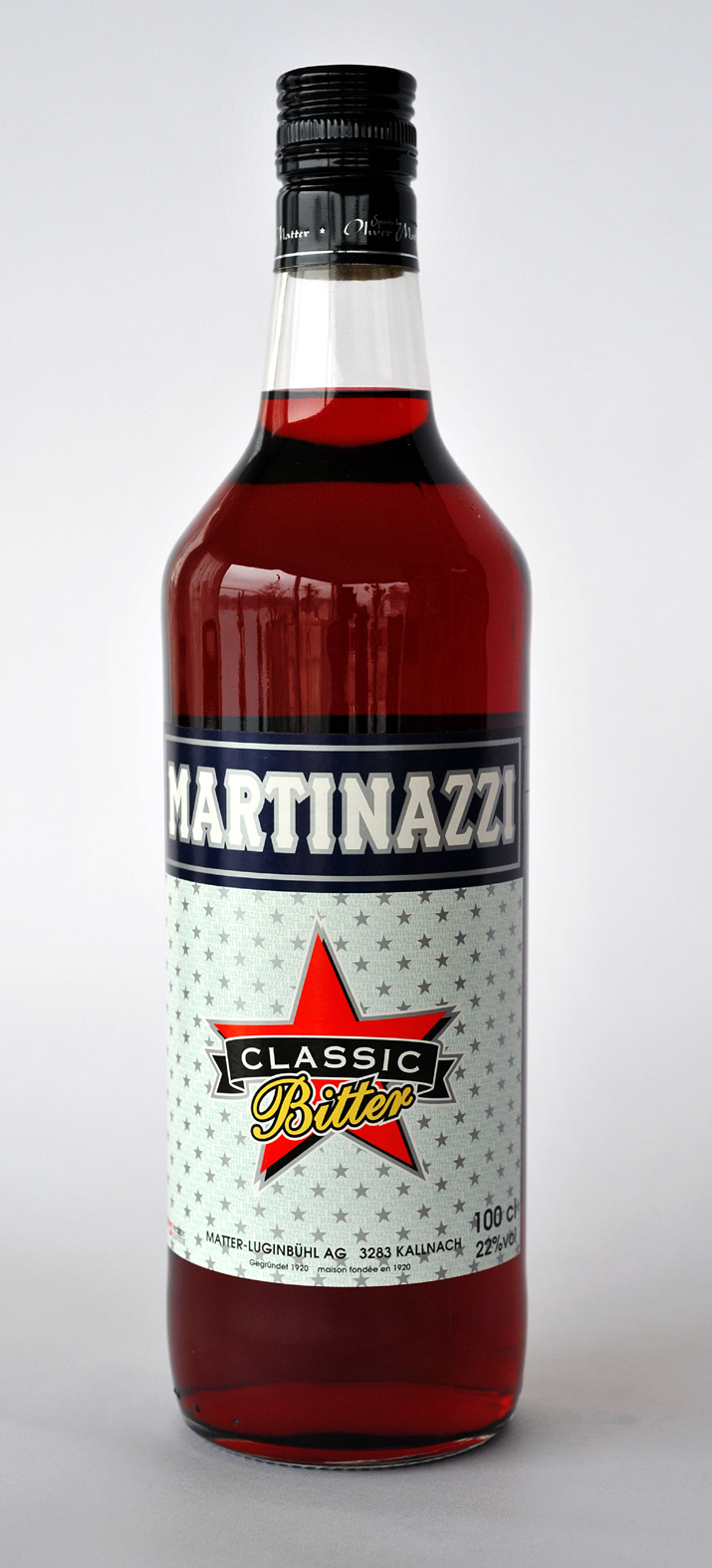
1l Flasche Martinazzi Bitter

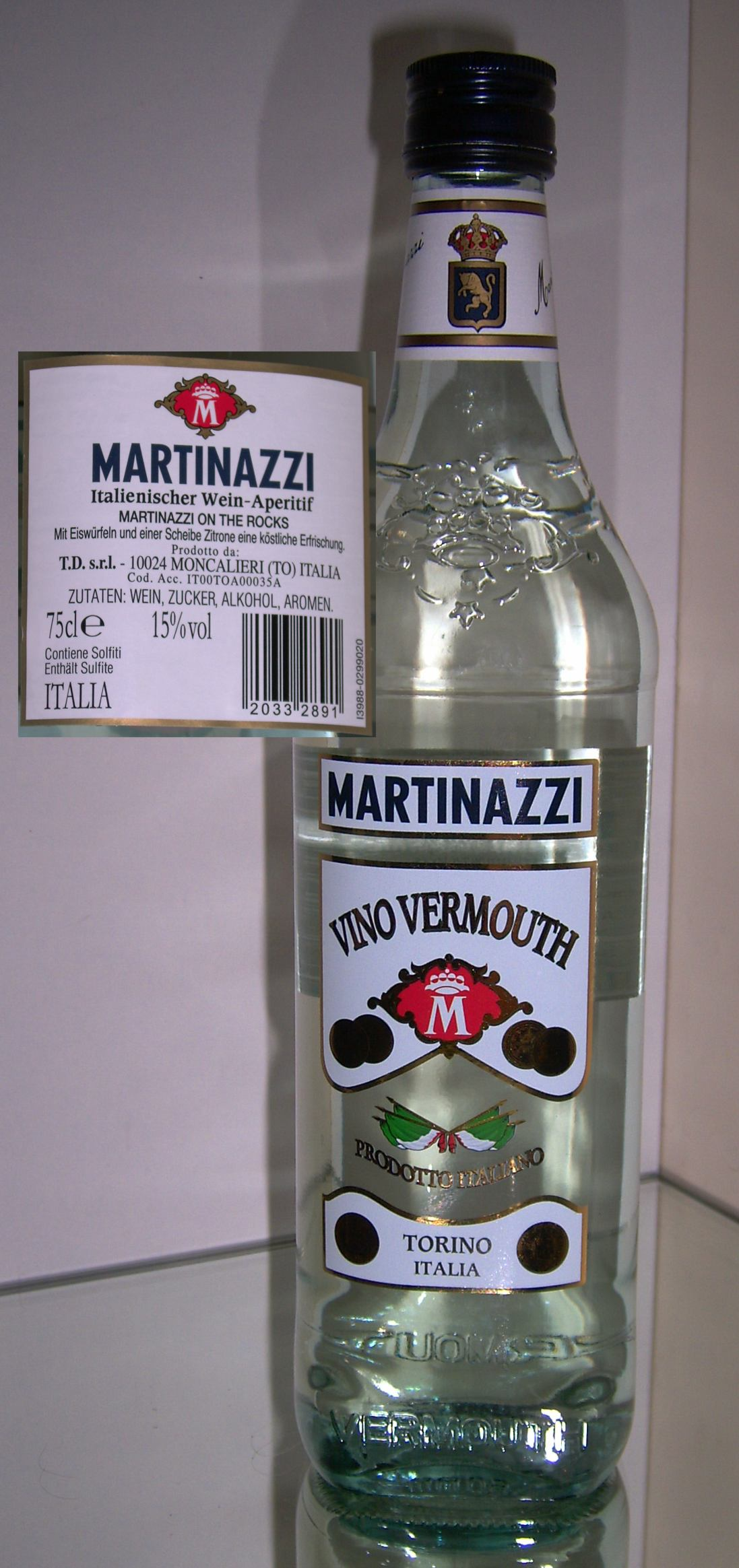
0,75l Flasche Martinazzi (weiß)

Martinazzi Bitter ist ein bekannter Wermut-Aperitif, in der classic-Variante mit 22 Volumenprozent Alkoholgehalt. Er wird nach Herstellerangaben aus 25 Kräutern und Wurzeln hergestellt.

## Geschichte
Das italienische Bittergetränk wurde erstmals 1864 in Turin hergestellt. 1928 kaufte Ernst Luginbühl-Bögli das Rezept für die Martinazzi-Herstellung in der Schweiz, nachdem er das Getränk zuvor acht Jahre lang in der Schweiz vertrieben hatte.
Martinazzi wurde 1934 und 1936 mit anderen Produkten, wie z. B. die Ovomaltine der Firma Wander, in einem Ausstellungszug in der ganzen Schweiz präsentiert. Da es in diesem Zug nicht zulässig war, etwas zu verkaufen, versuchte Ernst Luginbühl-Bögli die Degustierenden mit einem Spendenkästchen zur Entrichtung eines freiwilligen Obolus zu animieren.
Heute wird der Martinazzi Bitter von der Brennerei Matter-Luginbühl AG im bernischen Kallnach produziert.

## Trinkweise
Martinazzi oder Martinazzi Bitter wird eisgekühlt als Aperitif getrunken, pur oder als Mixgetränk mit Mineralwasser, Grapefruit, Eistee oder Orangina.

## Variante
Ein Produkt gleichen Namens der italienischen Firma Torino Distillati s.r.l. mit 15 Volumenprozent ist als Vino Vermouth rot oder weiß im Handel.